# Oi (dwuznak)
Oi – dwuznak składający się z liter O oraz I. Występuje w języku francuskim. Oznacza dźwięk sylaby ła. W międzynarodowej transkrypcji fonetycznej IPA oznaczany jest symbolem [wa].